# Црквиште „Мартина заветина”
Црквиште „Мартина заветина” или „Мартина црква” како је мештани зову, налази се у близина села Бурдимо на територији општине Сврљиг.

## Место и опис локалитета
Локалитет се налази крај пута који води према Тијовцу у њиви, на мањем узвишењу обраслом травом и растињем, испод високог храста, око кога су обрађена поља. На овом месту постоје остаци грађевине, где се истичу остаци полукружне апсиде од сухозида, где је укопан камени оброчни крст – запис. На основу видљивих остатака могло би се потврдити постојање сакралног објекта на овом месту. 

## Запис на крсту
Место је обележено мањим каменим крстом, висине до једног метра, подигнутим у периоду између два рата, на њему је записано:
| „ | У част и славу цара Kонстантина и Јелене, св. Пантелеја и св. Богородица подижу грађани села Бурдимо ову заветину за здравље људства и стоке и заштиту пољских усева | ” |

## Историјске карактеристике
Село Бурдимо је веома старо. Записано је први пут у 15. веку, у турском опширном попису Видинског санџака из 1478 — 1481. године. Тада је имало 32 пописане куће. Овај податак поткрепљује претпоставку о постојању средњовековног сакралног објекта на овом месту. Археолошка истраживања дала би конкретније резултате.